# Ondřej Kúdela
Ondřej Kúdela (ur. 26 marca 1987 w Pitínie) – czeski piłkarz grający na pozycji środkowego obrońcy w czeskim klubie Slavia Praga oraz w reprezentacji Czech.

## Kariera klubowa
Urodził się w małej miejscowości Pitín, w kraju zlińskim, położonej na zachodzie kraju. Jako sześciolatek, trafił do Viktorii Bojkovice, z sąsiedniej miejscowości i występował tam do 1997, kiedy trafił do drużyn juniorskich 1. FC Slovácko. W rundzie wiosennej sezonu 2004/2005, został włączony do pierwszej drużyny. Dla klubu z Uherskiego Hradišciu zadebiutował 25 maja 2005, w wyjazdowym meczu 29. kolejki z FK Mladą Boleslav.
Latem 2007 przeniósł się do Sparty Praga, ale rundę jesienną sezonu 2007/2008 spędził na wypożyczeniu do SK Kladno.
W 2009 przeniósł się ze Sparty do FK Mladej Boleslav, w zastępstwie za odchodzącego Jana Rajnocha. W sezonie 2012/2013 dotarł z klubem do finału Pucharu Czech, gdzie zmierzył się z FK Baumit Jablonec. Mecz zakończył się wynikiem 2:2, a po serii rzutów karnych, lepsza okazała się drużyna z Jablonca nad Nysą (4:5). 
28 czerwca 2014, został wypożyczony na pół roku, do kazaskiego klubu Ordabasy Szymkent. Po powrocie z wypożyczenia, występował w klubie z Mladej Boleslav do 23 stycznia 2017, kiedy to podpisał dwuipółletni kontrakt ze Slovanem Liberec.
28 stycznia 2018 trafił, wraz z Ondřejem Kolářem, do Slavii Praga, prowadzonej przez Jindřicha Trpišovský'ego, który wcześniej prowadził obu piłkarzy w Slovanie.

## Kariera reprezentacyjna

### Reprezentacje młodzieżowe
Kúdela reprezentował Czechy na każdym szczeblu wiekowym, od reprezentacji do lat 17. wzwyż.
Był podstawowym graczem reprezentacji U-20, która zdobyła srebrne medale na Mistrzostwach Świata do lat 20. w Kanadzie w 2007. Czesi w finale przegrali z Argentyną 1:2. W turnieju zdobył jedną bramkę, w 1/8 finału, w meczu przeciwko Japonii, kiedy to w 74. minucie strzelił gola kontaktowego z rzutu karnego.
W latach 2007–2008 rozegrał łącznie 12 meczów w reprezentacji do lat 21., w których nie zdobył bramki.

### Pierwsza reprezentacja
W październiku 2018 otrzymał powołanie do seniorskiej reprezentacji, na mecze ze Słowacją i Ukrainą, jednak oba spotkania spędził na ławce rezerwowych.
Dla reprezentacji zadebiutował 26 marca 2019, w dniu swoich 32 urodzin, przeciwko reprezentacji Brazylii. W internetowym głosowaniu kibiców, przeprowadzonym przez brazylijską telewizję Rede Globo, Kúdela został wybrany zawodnikiem meczu, ze względu na nazwisko brzmiące podobnie do cu dela, co po portugalsku oznacza jej tyłek.

## Kontrowersje
18 marca 2021, Kúdela został oskarżony o rasizm wobec Glena Kamary, podczas meczu 1/8 finału Ligi Europy z Rangers F.C. Obrońca oraz Slavia stanowczo zaprzeczyli oskarżeniu, natomiast trener szkockiego klubu, Steven Gerrard, poparł Kamarę. Praski klub twierdził, że to Kúdela jest ofiarą i został pomówiony, a także pobity po meczu, w tunelu prowadzącym z płyty boiska do szatni. Klub złożył również skargę.

## Statystyki kariery

### Statystyki klubowe
| Klub                     | Sezon              | Liga               | Liga    | Liga   | Puchar  | Puchar | Kontynentalne | Kontynentalne | Inne    | Inne   | Suma    | Suma   |
| Klub                     | Sezon              | Poziom             | Występy | Bramki | Występy | Bramki | Występy       | Bramki        | Występy | Bramki | Występy | Bramki |
| ------------------------ | ------------------ | ------------------ | ------- | ------ | ------- | ------ | ------------- | ------------- | ------- | ------ | ------- | ------ |
| 1. FC Slovácko           | 2004/2005          | 1. ČFL             | 1       | 0      | —       | —      | —             | —             | —       | —      | 1       | 0      |
| 1. FC Slovácko           | 2005/2006          | 1. ČFL             | 12      | 1      | 0       | 0      | —             | —             | —       | —      | 12      | 1      |
| 1. FC Slovácko           | 2006/2007          | 1. ČFL             | 18      | 0      | 0       | 0      | —             | —             | —       | —      | 18      | 0      |
| 1. FC Slovácko           | Łącznie            | Łącznie            | 31      | 1      | 0       | 0      | —             | —             | —       | —      | 31      | 1      |
| SK Kladno (wyp.)         | 2007/2008          | 1. ČFL             | 10      | 1      | 0       | 0      | —             | —             | —       | —      | 10      | 1      |
| Sparta Praga             | 2008/2009          | 1. ČFL             | 6       | 0      | 0       | 0      | 1             | 0             | —       | —      | 7       | 0      |
| FK Mladá Boleslav        | 2008/2009          | 1. ČFL             | 8       | 1      | 0       | 0      | —             | —             | —       | —      | 8       | 1      |
| FK Mladá Boleslav        | 2009/2010          | 1. ČFL             | 25      | 1      | 0       | 0      | —             | —             | —       | —      | 25      | 1      |
| FK Mladá Boleslav        | 2010/2011          | 1. ČFL             | 15      | 0      | 1       | 0      | —             | —             | —       | —      | 16      | 0      |
| FK Mladá Boleslav        | 2011/2012          | 1. ČFL             | 26      | 6      | 2       | 0      | 2             | 0             | 1       | 0      | 31      | 6      |
| FK Mladá Boleslav        | 2012/2013          | 1. ČFL             | 24      | 1      | 3       | 0      | 4             | 0             | —       | —      | 31      | 1      |
| FK Mladá Boleslav        | 2013/2014          | 1. ČFL             | 29      | 0      | 5       | 0      | —             | —             | —       | —      | 34      | 0      |
| FK Mladá Boleslav        | 2014/2015          | 1. ČFL             | 5       | 0      | 1       | 0      | —             | —             | —       | —      | 6       | 0      |
| FK Mladá Boleslav        | 2015/2016          | 1. ČFL             | 29      | 1      | 6       | 0      | 2             | 0             | —       | —      | 37      | 1      |
| FK Mladá Boleslav        | 2016/2017          | 1. ČFL             | 16      | 0      | 2       | 0      | 2             | 0             | —       | —      | 20      | 0      |
| FK Mladá Boleslav        | Łącznie            | Łącznie            | 177     | 10     | 20      | 0      | 10            | 0             | 1       | 0      | 208     | 10     |
| Ordabasy Szymkent (wyp.) | 2014               | Priemjer Ligasy    | 14      | 0      | 0       | 0      | —             | —             | —       | —      | 14      | 0      |
| Slovan Liberec           | 2016/2017          | 1. ČFL             | 14      | 0      | 2       | 0      | —             | —             | —       | —      | 16      | 0      |
| Slovan Liberec           | 2017/2018          | 1. ČFL             | 15      | 0      | 2       | 0      | —             | —             | —       | —      | 17      | 0      |
| Slovan Liberec           | Łącznie            | Łącznie            | 29      | 0      | 4       | 0      | —             | —             | —       | —      | 33      | 0      |
| Slavia Praga             | 2017/2018          | 1. ČFL             | 7       | 0      | 1       | 0      | —             | —             | —       | —      | 8       | 0      |
| Slavia Praga             | 2018/2019          | 1. ČFL             | 22      | 3      | 2       | 0      | 9             | 0             | —       | —      | 33      | 3      |
| Slavia Praga             | 2019/2020          | 1. ČFL             | 30      | 2      | 1       | 0      | 8             | 0             | 1       | 0      | 40      | 2      |
| Slavia Praga             | 2020/2021          | 1. ČFL             | 21      | 5      | 1       | 0      | 9             | 0             | —       | —      | 31      | 5      |
| Slavia Praga             | Łącznie            | Łącznie            | 80      | 10     | 5       | 0      | 26            | 0             | 1       | 0      | 116     | 10     |
| Łącznie w karierze       | Łącznie w karierze | Łącznie w karierze | 352     | 22     | 29      | 0      | 37            | 0             | 2       | 0      | 420     | 22     |

### Statystyki reprezentacyjne
Występy w pierwszej reprezentacji, stan na dzień 25 marca 2021.
| Rok     | Występy | Bramki |
| ------- | ------- | ------ |
| 2018    | 0       | 0      |
| 2019    | 3       | 0      |
| 2020    | 2       | 0      |
| 2021    | 1       | 0      |
| Łącznie | 6       | 0      |

## Sukcesy

### Klubowe
FK Mladá Boleslav
- Zdobywca Pucharu Czech (2×): 2010/2011, 2015/2016
- Finalista Pucharu Czech (1×): 2012/2013
- Finalista Superpucharu Czech (1×): 2011

Slavia Praga
- Mistrzostwo Czech (2×): 2018/2019, 2019/2020
- Wicemistrzostwo Czech (1×): 2017/2018
- Zdobywca Pucharu Czech (2×): 2017/2018, 2018/2019
- Zdobywca Czesko-Słowackiego Superpucharu (1×): 2019

### Reprezentacyjne
Czechy U-20
- Wicemistrzostwo Świata do lat 20. (1×): 2007